# Nuria Galiana
Nuria Galiana Ibáñez (Tortosa, 1988) es una investigadora española especializada en los impactos del cambio climático en los ecosistemas investigación por la cual fue reconocida con el Premio L'Oréal-UNESCO a Mujeres en Ciencia.

## Trayectoria
Se licenció en Ciencia Ambientales y obtuvo máster en Ecología Terrestre y Gestión de la Biodiversidad en la Universidad Autónoma de Barcelona. En 2015, realizó su tesis doctoral en la Estación de Ecología Teórica y Experimental del Centro Nacional para la Investigación Científica en Francia, doctorándose en Ecología en 2018 por la Universidad de Toulouse III Paul Sabatier.
Su primera investigación posdoctoral versaba sobre las dinámicas de las comunidades ecológicas. En 2020, realizó en España una segunda investigación posdoctoral sobre el modelizado de los ecosistemas naturales. Al año siguiente, comenzó su investigación sobre distribución espacial de las especies en el mundo en el Museo Nacional de Ciencias Naturales de Madrid.
Fue la cofundadora del Institut Natura e Teoria en Pirenèus (INTP).

## Reconocimientos
En 2021, Nuria Galiana Ibáñez obtuvo una beca Marie Skłodowska-Curie de la Unión Europea en Biogeografía y Cambio Global. Ese mismo año, se convirtió en becaria Ramón y Cajal. En 2023, fue reconocida con el Premio L'Oréal-UNESCO a Mujeres en Ciencia, junto con Patricia González-Rodríguez, Amaia Arruabarrena-Aristorena, Cristina Vieitez y Noelia Ferruz. Al año siguiente, consiguió una beca Leonardo en Ciencias del Medio Ambiente.